# Factor de confusión

Descripción de un factor de confusión.

En una investigación científica, una variable de confusión o factor de confusión es una variable o factor que distorsiona la medida de la asociación entre otras dos variables. El resultado de la presencia de una variable de confusión puede ser el surgimiento de un efecto donde en realidad no existe o la exageración de una asociación real (confusión positiva) o, por el contrario, la atenuación de una asociación real e incluso una inversión del sentido de una asociación real (confusión negativa).
- Portal:Matemática. Contenido relacionado con Matemática.

- Datos: Q1125472